# Карпинениј (Ковасна)
Карпинениј (рум. Cărpinenii) насеље је у Румунији у округу Ковасна у општини Естелник. Oпштина се налази на надморској висини од 960 m.

## Становништво
Према подацима из 2011. године у насељу је живело 4 становника.